# 임창수
임창수(林昌洙, 1892년 10월 19일 ~ 1960년 2월 21일)는 일제강점기의 법조인 겸 관료로, 본적은 충청남도 연기군 남면이다.

## 생애
1919년 8월 일본 도쿄로 유학을 떠났고 1922년 3월 주오 대학 법과를 졸업했다. 1922년 6월 30일 공주지방법원 소속 변호사로 임명되었으며 1923년 8월 충남권업(忠南勸業) 감사로 선임되었다. 1923년 8월 25일 조선민립대학기성회공주지방부 집행위원으로 임명되었으며 1924년 4월 1일 충청남도 관선 도평의회원으로 선출되었다. 1924년 5월 18일 공주청년수양총회 회장으로 임명되었고 1926년 2월 도평의회원 자격으로 내지시찰단에 참여했다. 1927년 12월 3일부터 1929년 8월 20일까지 경성지방법원 소속 변호사로 근무했다.
1930년 1월 18일 국민협회 평의원으로 임명되었으며 1931년 1월 18일 국민협회 총무로 임명되었다. 1932년 10월 1일 일본 정부로부터 조선 쇼와 5년 국세 조사 기념장을 받았고 1933년 5월 10일 충청남도 민선 도회의원으로 선출되었다. 1934년 2월 15일 공주지방 소속 변호사로 선임되었고 1935년 4월부터 1942년 9월까지 유성온천주식회사 감사를 역임했다. 1935년 5월 도회의원 자격으로 만주국 시찰단에 참여하는 한편 1935년 7월 충청남도 홍성공업전수학교 기부금모금 위원, 1935년 9월 대전체육회 회장으로 각각 임명되었다.
1936년 촉탁보호사 후보자로 추천되었고 1937년 5월 10일 충청남도 민선 도회의원으로 선출되었다. 1939년 4월 도회의원 자격으로 일본신궁참배단에 참여했으며 1939년 7월 24일 시국대응전선사상보국연맹 경성지부관내 대전부회부분회장으로 선임되었다. 1941년 2월 26일부터 1942년 6월까지 국민총력조선연맹 이사를 역임했으며 1941년 5월 10일 충청남도 관선 도회의원으로 선출되었다. 1941년 7월 30일 조선총독부가 치안유지법 및 국방보안법 관련 지정변호사 제도를 제정할 때 국가 지정변호사으로 선정되었다.
1941년 8월 24일 흥아보국단 준비위원, 1941년 10월 조선임전보국단 발기인을 역임했으며 1943년 10월 1일부터 10월 3일까지 열린 징병제시행감사적미영격멸결의선양전선공직자대회(徵兵制施行感謝敵米英擊滅決意宣揚全鮮公職者大會)에 참여했다. 1945년 6월 6일부터 8월 15일 광복 때까지 조선총독부 중추원 참의를 역임했으며 광복 이후인 1949년 1월 31일 반민족행위특별조사위원회에 체포되어 조사를 받기도 했다.
친일파 708인 명단의 중추원 부문과 기타 부문, 민족문제연구소의 친일인명사전 수록자 명단의 중추원 부문, 친일반민족행위진상규명위원회가 발표한 친일반민족행위 705인 명단에 포함되었다.

## 참고자료
- 친일반민족행위진상규명위원회 (2009). 〈임창수〉. 《친일반민족행위진상규명 보고서 Ⅳ-15》. 서울. 186~208쪽.